# Was Gott tut, das ist wohlgetan (BWV 98)
Pour les articles homonymes, voir Was Gott tut, das ist wohlgetan.
Was Gott tut, das ist wohlgetan (Ce que Dieu fait est bien fait) (BWV 98) est une cantate religieuse de Johann Sebastian Bach composée à Leipzig en 1726.

## Histoire et livret
Bach écrivit cette cantate durant sa quatrième année à Leipzig pour le vingt et unième dimanche après la Trinité et la dirigea le 10 novembre 1726. Pour cette destination liturgique, trois autres cantates ont franchi le seuil de la postérité : les BWV 38, 109 et 188. On considère qu'elle fait partie de son troisième cycle annuel de cantates. Les lectures prescrites pour ce dimanche étaient l'épître aux Éphésiens de l'apôtre Paul, Eph. 6: 10–17, et Jean 4 :46–54, la guérison du fils du noble. La cantate s'ouvre sur la première strophe du choral Was Gott tut, das ist wohlgetan (1674) de Samuel Rodigast mais ce n'est pas une cantate chorale contrairement aux deux autres pièces fondées sur le même choral, Was Gott tut, das ist wohlgetan, (BWV 99) (1723) et Was Gott tut, das ist wohlgetan, (BWV 100) (1732). Le texte du choral se concentre sur la foi en Dieu alors que les deux cantates composées auparavant pour l'occasion, Ich glaube, lieber Herr, hilf meinem Unglauben, (BWV 109), and Aus tiefer Not schrei ich zu dir, (BWV 38), avaient pour point de départ le doute et la détresse. Le poète inconnu se réfère à des idées générales tirées de l'Évangile. Il souligne qu'une prière pour le salut sera prise en compte dans le quatrième mouvement selon Mat. 7: 7, « frappe et l'on t'ouvrira » et il continue dans le cinquième mouvement en paraphrasant Genèse 32: 26. Ce mouvement final n'est pas un choral bien que son texte commence comme celui de Christian Keymann, Meinen Jesum laß ich nicht (1658).

## Structure et instrumentation
La cantate est écrite pour deux hautbois, taille (hautbois ténor), deux violons, alto, basse continue, quatre solistes (soprano, alto, ténor, basse) et chœur à quatre voix.
1. chœur: Was Gott tut, das ist wohlgetan
2. récitatif (ténor) : Ach Gott! wann wirst du mich einmal
3. aria (soprano) : Hört, ihr Augen, auf zu weinen
4. récitatif (alto) : Gott hat ein Herz, das des Erbarmens Überfluß
5. aria (basse) : Meinen Jesum laß ich nicht

## Musique
La cantate est écrite comme de la musique de chambre, particulièrement si on la compare aux autres cantates chorales sur le même choral avec une mélodie de Severus Gastorius. Dans le chœur d'ouverture, la disposition essentiellement homophonique des voix avec le hautbois jouant colla parte est enrichie par les cordes dominées par le premier violon en tant qu'instrument obligé plutôt que par un concerto instrumental indépendant. Le vers final est en polyphonie libre, un vers qui s'étend même durant la longue note finale de l'air. Toutes les voix ont de longs mélismes sur le mot « walten » (gouverner) pour souligner que « Dieu contrôle tout à la fin ». Les cordes et les vois alternent  dans les deux Stollen de la « form bar » mais sont unies pour l'« Abgesang »,.
Les deux récitatifs sont secco. La première aria est accompagnée par un hautbois obligé aria. Les deux premières mesures de son thème sont issues de l'air du choral. La ritournelle est répétée après une première section vocale, « arrête de pleurer et reste patient », et une seconde fois terminant une section vocale différente qui restitue la « fermeté de Dieu » dans un flot de triolets des voix. La seconde aria - qui est aussi le dernier mouvement - est dominée par les violons à l'unisson dans une structure similaire à la première, deux sections vocales encadrées par des répétitions d'une ritournelle. Bach termine son allusion au choral  final en commençant la partie vocale par une version embellie du premier vers du choral Meinen Jesum laß ich nicht sur une mélodie de Andreas Hammerschmidt sur les mêmes mots que le texte de la cantate. Le premier vers est présent dans quatre des cinq interventions de la voix.

## Source
- (en) Cet article est partiellement ou en totalité issu de l’article de Wikipédia en anglais intitulé « Was Gott tut, das ist wohlgetan, BWV 98 » (voir la liste des auteurs).